# Isaac Merritt Singer
Isaac Merritt Singer (27. října 1811, Pittstown – 23. července 1875, Paignton) byl americký vynálezce a podnikatel.
Zdokonalil šicí stroj (patent získal roku 1851), a to způsobem, který umožnil jeho snadné domácí užívání a proměnu ve spotřební zboží. Zjednodušil člunkový stroj, opatřil ho patkou, napínáním niti a pedálem. Za účelem prodeje své verze šicího stroje založil firmu Singer (dnes nese název Singer Corporation), která brzy opanovala trh se šicími stroji a pojem „singrovka“ se stal takřka synonymem domácího šicího stroje. Významně k tomu přispěly Singerovy obchodní techniky, především v té době neobvyklý prodej na splátky, který umožnil nákup stroje chudším ženám a způsobil revoluci jak v životním stylu nižších vrstev, tak v obchodních praktikách, neboť splátkový prodej spotřebního zboží brzy zahrnul do spotřebního životního stylu i dělnické vrstvy. K úspěchu mu přispěla i první cena ze světové výstavy v Paříži 1855. Singer byl původně hercem a svůj první patent (vrtačku kamene) prodal, jen aby se mohl vrátit k herectví. Úspěch patentu na novou verzi šicího stroje ho však přiměl plně se věnovat obchodu.

## Život
Narodil se v rodině německo-židovského emigranta ze Saska Reisingera. V 10 letech nastoupil jako učeň do dílny svého bratra. Po vyučení si několik let přivydělával jako herec pod uměleckým jménem Merritt. Jeho druhá manželka ho obvinila z bigamie, byl vzat do vazby a propuštěn na kauci. Se třetí ženou se odstěhoval do Evropy, kde se ještě dvakrát oženil. Žil v Paříži a Londýně, kde zakládal fabriky na výrobu šicích strojů. Pobočku měl i v Brazílii a jeho firma I.M.Singer&Co. se stala jednou z prvních nadnárodních společností a funguje se zastoupením ve 150 státech světa. V Paigntonu (hrabství Devon, Anglie), kde si nechal postavit honosný dům s více než stovkou pokojů, ve věku 63 let zemřel a je pohřben v nedalekém Torquay.